# Jaroslav Svákovský
Jaroslav Svákovský (20. června 1847 Soběslav – 13. srpna 1923), vl. jm. Alois Josef Hofman, byl český středoškolský profesor, pedagogický publicista, editor a překladatel literatury pro mládež.

## Život
Narodil se 20. června 1847 v Soběslavi. Absolvoval vyšší gymnázium v Táboře (1867) a filosofii v Praze.
Roku 1872 nastoupil jako suplující učitel na c. k. české gymnázium v Českých Budějovicích, odkud byl přeložen do Pelhřimova. V roce 1875 byl jmenován profesoren na reálce v Rakovníku. Od září 1876 působil na reálce v Karlíně.

## Dílo
Literárně činný byl již od mládí. Během studia na gymnáziu spoluzaložil literární kroužek „Lužnice“ (uváděn též pod názvem „Slavoj“; členy byli například Miroslav Krajník, Ladislav Quis, Bohuslav Čermák a František Brábek) a redigoval jeho stejnojmenný časopis.
Roku 1878 napsal do výroční zprávy karlínské reálky článek Boileauovy poměry k jeho vrstevníkům (viz Nicolas Boileau). Složil rovněž několik veršovaných proslovů a příležitostných básní. Později publikoval převážně překlady a adaptace cizojazyčných literárních děl určených pro mládež pod pseudonymem Jaroslav Svákovský, kterým odkazoval k lesu a bývalému hradišti u rodné Soběslavi (viz též rozhledna Svákov). Knižně vyšly:

### Původní práce
- Prof. Karel Bedroš (1904), samostatně vydaný článek z výroční zprávy karlínské reálky
- Loupež v úřadě (1907), kriminální povídka, spoluautor: Antonín Mojžíš

### Překlady
- Jacob a Wilhelm Grimmové: Dětské pohádky (nedatováno), spoluautor překladu: Antonín Mojžíš
- Daniel Defoe: Život a podivuhodná dobrodružství Robinsona Krusoa, jak je sám vypravuje (1894 s reedicemi), spoluautor překladu: Antonín Mojžíš, ilustrace Walter Paget
- Severské pohádky : Výbor pohádek dánských, švédských a norských (1906), spoluautor překladu: Antonín Mojžíš, ilustrace Věnceslav Černý
- Andersenovy báchorky (1907), autor: Hans Christian Andersen, spoluautor překladu: Antonín Mojžíš
- Jonathan Swift: Gulliverovy cesty a dobrodružství v zemi trpaslíků a obrů (1923)